# Scheidegg
Scheidegg est une commune allemande de Bavière située dans l'arrondissement de Lindau, dans le district de Souabe.

## Géographie
La ville de Sheidegg est jumelée avec Le Beausset, petite commune du Var. Scheidegg se situe dans les alpages.